# 크리스마스 이브

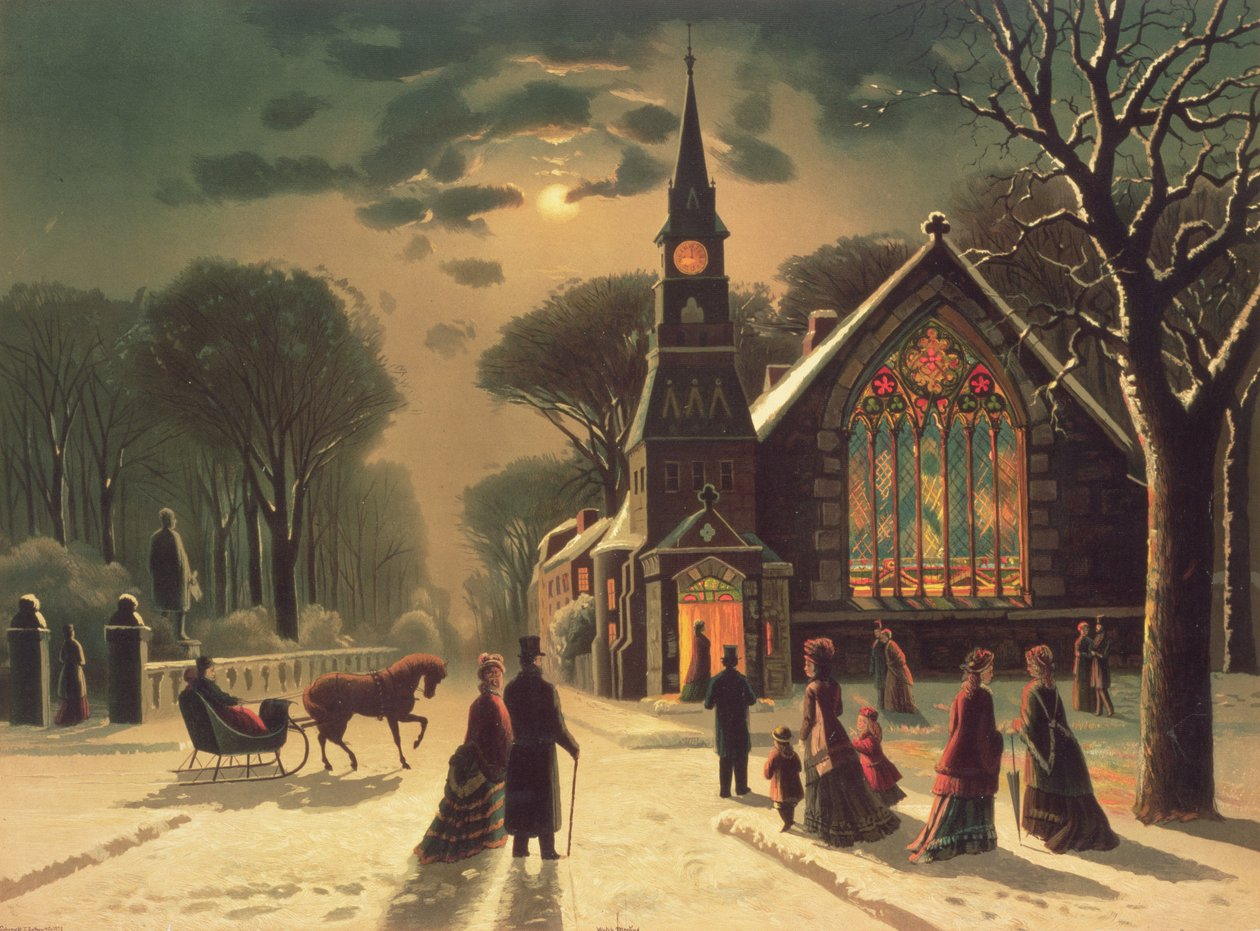
J. 후버가 그린 1878년작 크리스마스 이브.

크리스마스 이브(Christmas Eve)는 예수의 탄생을 기념하는 크리스마스 전날인 12월 24일 밤, 또는 하루 전체를 의미한다. 크리스마스는 전세계에서 기념하고 있으며, 일부 지역에서는 크리스마스 이브 또한 크리스마스를 앞둔 전체나 부분 공휴일로 널리 기념하고 있다. 기독교 국가와 서구 사회에서는 양일을 문화적으로 가장 중요한 기념일로 여긴다.
서방 기독교 교파의 성탄절 행사는 크리스마스 이브에 시작한 지가 오래되었는데, 창세기의 창조 이야기 "저녁이 되고 아침이 되니 이는 첫째 날이니라"에 기반을 둔 유대교 전통을 계승하여 해질녘에 시작하는 기독교 전례일의 영향도 부분적으로 있다. 북유럽의 루터교회를 비롯하여 오늘날까지 많은 교회에서 이브날 저녁에 교회 종을 울리고 기도를 드린다. 전통적으로 예수가 밤에 태어났다고 여기기 때문에(루가의 복음서 2장 6~8절) 예수의 탄생을 기념하는 자정 미사는 크리스마스 이브 자정에 거행된다. 예수가 밤에 태어났다는 생각은 크리스마스 이브를 독일어로 하일리게 나흐트(Heilige Nacht; 성야), 스페인어로 노체부에나(Nochebuena; 좋은 밤)로 부르는 사실, 비슷하게 "고요한 밤 거룩한 밤" 노래 같은 크리스마스 영성의 기타 표현에 반영되어 있다.
크리스마스 이브는 전세계의 다양하고 수많은 문화적 전통과 경험과 연관되어 있으며, 여기에는 가족과 친구 모임, 크리스마스 캐롤 부르기, 크리스마스 등불과 트리, 여러 장식 꾸미고 즐기기, 선물 포장하고 교환하여 열어보기, 일반적인 크리스마스 준비 등이 있다. 산타클로스, 파더 크리스마스, 크리스트킨트, 성 니콜라우스 등 크리스마스 선물과 관련된 전설 속 인물들도 크리스마스 이브에 전세계 어린이들에게 선물을 나눠주기 위하여 매년 여행을 떠난다고 알려져 있으며, 16세기 유럽에 개신교가 크리스트킨트를 도입하기 전까지는 이들이 성 니콜라우스의 날(12월 6일) 전날에 선물을 나눠주었다고 알려졌다.

## 기원
예수의 탄생을 축하하는 행사가 시작된 것은 4세기 무렵부터였다. 당시에는 크리스마스의 날짜가 정확하게 정해지지 않았기 때문에 1월 6일, 3월 21일, 12월 25일 가운데 하루가 선정되었다. 12월 25일이 크리스마스로 자리 잡은 것은 AD 354년, 이후이다.
당시 사람들은 하루를 전날의 해질 때부터 다음 날의 해질 때까지로 생각하였다. 따라서 크리스마스란 24일 저녁부터 25일 저녁을 뜻한다. 성경에 의하면 예수는 저녁에 탄생했다고 하며, 12월 24일 밤을 크리스마스 이브라고 불렀다.

## 전통
문화권마다 각각 고유한 행사와 전통이 있다. 또한 문화권마다 각각 고유한 행사가 따로 있다.

## 선물 주기
16세기와 17세기 유럽의 종교 개혁 기간 동안, 많은 개신교도들은 선물을 가져오는 인물을 예수 아기(Christ Child 또는 Christkindl)로 바꾸었으며, 선물을 주는 날짜를 12월 6일에서 크리스마스 이브로 변경했다. 이 날은 산타클로스가 착한 아이들에게 선물을 전달하기 위해 돌아다니는 밤으로 알려져 있다. 선물을 주는 관습은 아기 예수에게 선물을 바친 동방박사(Magi)에서 유래된 것으로 여겨진다.
오스트리아, 크로아티아, 체코, 헝가리, 슬로바키아에서는 성 니콜라우스(체코어로 sv. Mikuláš, 헝가리어로 szent Mikulás)가 12월 6일에 선물을 주며, 크리스마스 선물을 주는 인물은 예수 아기(체코어로 Ježíšek, 헝가리어로 Jézuska, 슬로바키아어로 Ježiško, 크로아티아어로 Isusek)로 여겨진다.
오스트리아, 체코, 덴마크, 핀란드, 독일, 헝가리, 노르웨이, 폴란드, 슬로바키아, 스웨덴, 스위스에서는 전통적으로 12월 24일 저녁에 선물을 교환한다. 아이들에게는 선물을 Christkind(독일어로 아기 예수) 또는 Weihnachtsmann이 가져온 것으로 알려준다. 이들은 선물을 두고 가지만 대부분의 가족에서는 그 모습을 직접 보지 못한다. 독일에서는 "니콜라우스(Nikolaus)"가 그의 조수 Knecht Ruprecht와 함께 12월 6일에도 선물을 가져오는 전통이 있다.
에스토니아의 요울루바나(Jõuluvana), 핀란드의 요울루푸키(Joulupukki), 덴마크의 율레만덴(Julemanden), 노르웨이의 율레니센(Julenissen), 스웨덴의 *율톰텐(Jultomten)*은 크리스마스 이브 저녁에 아이들을 직접 만나 선물을 전달한다.
아르헨티나, 오스트리아, 브라질, 콜롬비아, 크로아티아, 체코, 덴마크, 에스토니아, 페로 제도, 핀란드, 프랑스, 독일, 헝가리, 아이슬란드, 라트비아, 리투아니아, 룩셈부르크, 노르웨이, 폴란드, 포르투갈, 퀘벡(프랑스어 사용 캐나다), 루마니아, 우루과이, 슬로바키아, 슬로베니아, 스웨덴, 스위스에서는 독일 전통에 따라 크리스마스 이브(12월 24일) 저녁에 주로 선물을 연다. 이는 빅토리아 여왕과 앨버트 공이 도입한 이후 영국 왕실에서도 따르는 관습이다. 반면, 이탈리아, 미국, 영국, 아일랜드 공화국, 몰타, 영어 사용 캐나다, 남아프리카, 뉴질랜드, 호주에서는 주로 크리스마스 당일 아침에 선물을 연다.
다른 라틴 아메리카 국가에서는 자정까지 깨어 있다가 선물을 여는 것이 관례이다.
스페인에서는 전통적으로 1월 6일 주현절("Tres Reyes Magos의 날") 아침에 선물을 나눈다. 그러나 멕시코, 아르헨티나, 우루과이와 같은 일부 국가에서는 크리스마스 즈음과 주현절 아침 모두에 선물을 받는 관습이 있다.
벨기에와 네덜란드에서는 성 니콜라우스(Sinterklaas)와 그의 동반자 즈바르테 피트(Zwarte Piet)가 12월 5일 저녁, 그의 축일 전야에 아이들과 성인들에게 선물을 전달한다. 12월 24일에는 교회에 가거나 TV로 늦은 밤 미사를 시청하거나 식사를 함께하는 전통이 있다.

## 같이 보기
- 섣달그믐
- 박싱데이